# بورغريد (ملك مرسيا)
بورغريد (أيضًا بورّيد؛ الإنجليزية القديمة : Burhræd) كان ملكًا أنجلوسكسونيًا لمرسيا من 852 إلى 874.

## العائلة
أصبح بورغريد ملكًا على مرسيا عام 852، وربما كان على صلة قرابة بسلفه بيرتولف ‏. بعد عيد الفصح عام 853، تزوج بورغريد من إثلسويث ‏، ابنة أثلولف، ملك الساكسونيين الغربيين. اُحتفل بالزواج في فيلا تشبنهام الملكية في ويسيكس.

## السيرة

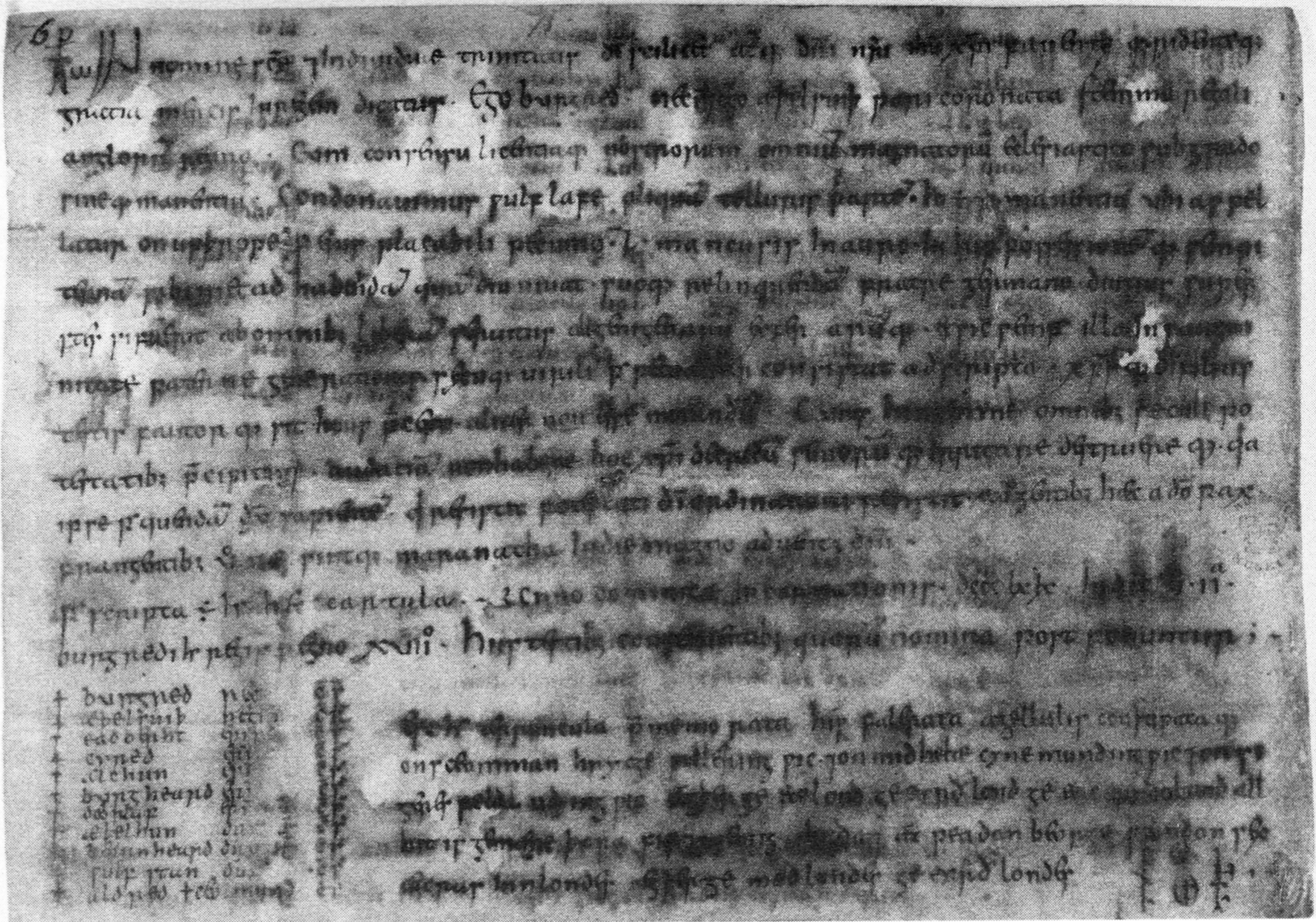
ميثاق بورغريد بتاريخ 869

في عام 853، أرسل بورغريد رسلًا إلى ايثلوولف، ملك الساكسونيين الغربيين، يطلب مساعدته في إخضاع الويلزيين، الذين عاشوا بين مرسيا والبحر الغربي، حيث كانوا يتمردون على حكمه. تقدم الملك ايثلوولف على الفور مع بورغريد ضد الويلزيين، ونجح في قمع التمرد.
بعد مرور اثني عشر عامًا على انتصار بورغريد على الويلزيين، وصل الجيش الوثني العظيم في عام 865. وبعد حملاته الناجحة ضد مملكتيّ أنغليا الشرقية ونورثمبريا، تقدّم عبر مرسيا، ووصل إلى نوتنغهام عام 867. التفت بورغريد حينها إلى صهريه، الملك إثلرد ملك ويسيكس وألفريد، طلبًا للمساعدة في صدّ هجمات الغزاة. لكنّ جيوش وسكس ومرسيا لم تخوض معارك حاسمة، حيث اكتفى بورغريد بدفع المال للغزاة لِيُغادروا. وفي عام 874، أجبر تقدم الفايكنج من ليندسي إلى ريبتون ‏ بورغريد على الفرار من مملكته.
بعد مغادرة بورغريد، عين الفايكنج المرسياني سيولولف ‏ ملكًا جديدًا بدلاً منه، وطالبوه بقسم الولاء لهم. غادر بورغريد إلى روما حيث قضى بقية حياته وتوفي هناك. ووفقًا للوقائع الأنجلوسكسونية، فقد «دُفن في كنيسة سانكتا ماريا، في مدرسة الأمة الإنجليزية » في روما.
تظلّ العملات المعدنية الفردية من عهد بورغريد قيد الاكتشاف، لكن تواجدها ضمن كنوز العملات المعدنية أقل شيوعًا. ففي عام 1998، عثرت وحدة الآثار الميدانية بجامعة برمنغهام على كنز من العملات المعدنية التي تعود إلى بورغريد بالقرب من قلعة بانبري ‏.

## الملاحظات
1. ↑  تُعرف الآن باسم سانتو سبيريتو في ساسيا [الإنجليزية]

## روابط خارجية
- عملات بورغيد من كنز العملات المعدنية في Severn Stoke

| ألقاب النبالة | ألقاب النبالة      | ألقاب النبالة        |
| ------------- | ------------------ | -------------------- |
| سبقه بورتولف ‏ | ملك مرسيا ‏ 852–874 | تبعه سيولولف الثاني ‏ |